# Grupo Romcy
Grupo Romcy foi um conglomerado de varejo brasileiro sediado em Fortaleza, capital do estado do Ceará. Fundado em 1962 pelos irmãos Antônio e José Romcy com a unificação de comércios de propriedade de sua família, seus negócios foram expandidos a partir da década de 1970 com a criação de redes de lojas de departamento, supermercados e hipermercados na capital cearense, além de oferecer serviços para automóveis e de informática, e contar com uma central de compras em São Paulo, tornando-o em um dos considerados maiores e mais tradicionais grupos varejistas funcionados no Ceará. No início da de 1990, por problemas financeiros, pediu concordata e fechou seus estabelecimentos até ter falência decretada em 1993.

## História
A família Romcy iniciou suas atividades comerciais no Ceará na primeira metade do século XX com a criação das firmas Elias Jacob & Filhos, Jacob Elias & Irmão e Jacob Elias & Filhos, proprietárias de lojas como A Capital, Magazine Sucesso, Romcy Perfumaria, Romcy Magazine, Empório das Louças e Romcy Cabeleireiro. Em 1962, após a morte de Jacob Elias Romcy, seus filhos Antônio e José fundaram a Romcy & Cia., embrião do Grupo Romcy, resultado da unificação de todos os comércios da família, gerando os Supermercados Romcy. Sete anos depois o conglomerado inaugurou a primeira loja de departamento, no Centro de Fortaleza. Esta tornou-se, em julho de 1972, a primeira da região Nordeste do Brasil a operar com um computador através de contrato com a IBM.
Em fevereiro de 1974 o grupo comprou o Palácio do Plácido, na capital cearense, para demoli-lo e iniciar a construção do primeiro Hipermercado Romcy no terreno, que não chegou a ser feita. O empreendimento foi aberto em maio de 1975 em outro espaço na cidade, com área de 14 mil m² e projeto arquitetônico de Neudson Braga. Neste período o grupo adotou a razão social Romcy S/A - Indústria e Comércio.
Em dezembro de 1990 o conglomerado pediu concordata preventiva devido a problemas financeiros consequentes do Plano Collor, um conjunto de reformas econômicas promovidas pelo governo do então presidente da República Fernando Collor de Mello, iniciando uma reestruturação com o fechamento de diversos negócios, em que uma venda também foi cogitada. Em 1992, visando recuperar-se, o Romcy planjeou reinaugurar um supermercado em Fortaleza, sem sucesso. No ano seguinte, operando com uma loja, teve sua falência decretada. O patrimônio imobiliário da empresa foi utilizado para a quitação de dívidas com bancos, funcionários e fornecedores.